# Нижний Лобановский Ёган
Нижний Лобановский Ёган — река в России, протекает по Сургутскому району Ханты-Мансийского автономного округа. Длина реки составляет 25 км.
Начинается на северной окраине болота Большого глубиной 1,4 метра. Течёт в северном направлении через берёзово-сосновый и берёзово-кедровый лес. Устье реки находится в 3 км по левому берегу реки Верхний Лобановский Ёган.
Ширина реки в низовьях — 25 метров, глубина — 0,5-0,8 метра, скорость течения воды 0,3 м/с.

## Данные водного реестра
По данным государственного водного реестра России относится к Верхнеобскому бассейновому округу, водохозяйственный участок реки — Обь от впадения реки Вах до города Нефтеюганск, речной подбассейн реки — Обь ниже Ваха до впадения Иртыша. Речной бассейн реки — (Верхняя) Обь до впадения Иртыша.
Код объекта в государственном водном реестре — 13011100112115200041955.